# 泉州围城战 (885年—886年)
泉州围城战是唐光啟元年（885年）至光启二年（886年）間，王潮率领的光寿军围攻泉州的战役。
光啟元年（885年），王緒率领光寿军进入福建道，发展到数万人。八月（885年9月13日－10月11日），光寿军到达南安县时，因王绪暴虐，不得军心，军正王潮发动兵变，夺取军队的领导权，自立为元帅。王潮主军后，打算率军离开福建。泉州地主张延鲁听说王潮的部队军纪严明，遂率领其他乡绅携带牛酒抵达时在沙县的王潮军中，恳求王潮留在泉州，取代贪婪暴虐、不得人心的泉州刺史廖彦若。于是，王潮率军围攻泉州城，达一年之久，终于在光启二年八月（886年9月2日－10月1日），攻克泉州城，杀死廖彦若。不久，福建觀察使陈岩上表朝廷，任命王潮為泉州刺史。